# پیکار شلانسکیه
پیکار شلانسکیه (به لهستانی:  Piekary Śląskie) یک منطقهٔ مسکونی در لهستان است که در استان سیلسیان واقع شده‌است. پیکار شلانسکیه ۳۹٫۹۸ کیلومتر مربع مساحت و ۵۷٬۹۱۷ نفر جمعیت دارد.

## خواهرخوانده
شهر کرمیه‌رژیژ خواهرخواندهٔ پیکار شلانسکیه هست.